# Lucinda Loureiro
Lucinda Maria Portugal Leal de Loureiro, mais conhecida como Lucinda Loureiro (Viseu, 19 de Janeiro de 1958), é uma actriz portuguesa.

## Biografia
Sobrinha paterna de Júlio Leal de Loureiro (Mangualde, Alcafache, 6 de Agosto de 1909 - Porto, 5 de Fevereiro de 1990), neta paterna de José de Loureiro Pais e de sua mulher Lucinda Amália de Castro Leal e irmã do Neurologista José Eduardo Portugal Leal de Loureiro e do Teclista Luís Carlos Portugal Leal de Loureiro.
Estreou-se em Viseu em 1977 com o Grupo A Centelha.
Integrou o elenco do Teatro Experimental do Porto durante dois anos. Em Lisboa, trabalhou com: Alberto Lopes, Filipe La Féria, São José Lapa, Ricardo Marquez, Rogério de Carvalho, João Grosso, Jean Jourdheuil, Jorge Fraga, Lúcia Sigalho, Solveig Nordlund, Isabel Medina, Álvaro Correia, João Mota, Carlos Pimenta, Maria Emília Correia, entre outros.
Paralelamente ao seu percurso de actriz tem desenvolvido trabalho na encenação, direcção de actores, assistência de encenação e produção e ainda tem trabalhado como formadora em cursos de formação de actores.
Participou em Coração Malandro, Sonhos Traídos, Doce Fugitiva e na série Morangos Com Açúcar-Agarra o Teu Futuro.
Em 2010, volta ao teatro com O Dia dos Prodígios de Lídia Jorge e encenada por Cucha Carvalheiro, no Teatro da Trindade, onde contracena ao lado de grandes nomes como Elisa Lisboa ou José Martins.
É divorciada.

## Filmografia

### Televisão
- Fátima RTP 1997 'Luísa'
- Médico de Família SIC 1998
- Ballet Rose RTP 1998 'Dra. Berta'
- Esquadra de Polícia RTP 1999
- Mãos à Obra RTP 1999
- Crianças S.O.S TVI 2000
- Super Pai TVI 2000 'Guiomar'
- A Raia dos Medos RTP 2000
- Capitão Roby SIC 2000 'Conceição'
- O Fura-Vidas SIC 2000
- Ajuste de Contas RTP 2001
- Jardins Proibidos TVI 2001
- Elsa, uma Mulher Assim RTP 2001 'Arminda'
- A Senhora das Águas RTP 2001 'Ondina de Jesus Trolha'
- Sonhos Traídos TVI 2002 'Odete'
- Fúria de Viver SIC 2002
- Coração Malandro TVI 2003
- O Teu Olhar TVI 2003
- Inspector Max TVI 2004 'Mãe de Bruno'
- Os Serranos TVI 2005
- João Semana RTP 2005 'Inácia'
- Floribella SIC 2006
- Doce Fugitiva TVI 2006/2007 'Manuela Torres'
- Casos da Vida TVI 2008
- Meu Amor TVI 2009- Dona da Pensão( 10 episódios/ Direção de atores
- Liberdade 21 RTP 2009 'Clara Pires'
- Morangos Com Açúcar TVI 2010/2011 'Amélia Cortês'
- Laços de Sangue SIC 2011
- Bem-Vindos a Beirais RTP 2014 'Maria das Dores'
- Mulheres TVI 2014 'Jacinta Canelas'
- A Impostora TVI 2016-Enfermeira(7 episódios)
- 3 Mulheres RTP1 2018 Lurdes /  Direção de atores
- Jogo Duplo (telenovela) TVI 2018 Sofia (13 Episódios)
- Golpe de Sorte SIC 2019-Rosa (5 Episódios)
- Bem me Quer TVI 2020-2021 'Laurinda da Purificação'
- O Crime do Padre Amaro RTP 2023 “Lina”
- Quero É Viver TVI 2023 “Felicidade”(4 episódios)
- Cacau TVI 2024 'Salete'( 11 Episódios)/ Direção de atores

### Cinema
- Esquece Tudo o que Te Disse (2002)
- Uma Noite na Praia (2014) 'mulher'

## Direção de Atores
- Sonhos Traídos TVI 2002
- O Teu Olhar TVI 2003
- Fala-me de Amor TVI 2006
- Morangos com Açúcar TVI 2007
- Casos da Vida TVI 2008
- Ele É Ela TVI 2009-2010
- Meu Amor TVI 2009/2010
- O Dom (minissérie) TVI 2011
- Remédio Santo TVI 2011/2012
- Bairro TVI 2013
- Destinos Cruzados TVI 2013/2014
- Jardins Proibidos TVI 2014/2015
- A Teia (telenovela) TVI 2018/2019
- A Fábrica( Curta) Cinema
- Bem Me Quer TVI 2020/2021
- 3 Mulheres (série de televisão) RTP1 2018/2022
- Queridos Papás TVI 2023/2024
- Cacau (telenovela) TVI 2024
- A Fazenda (telenovela) TVI 2024/2025